# パイプねじ切り器

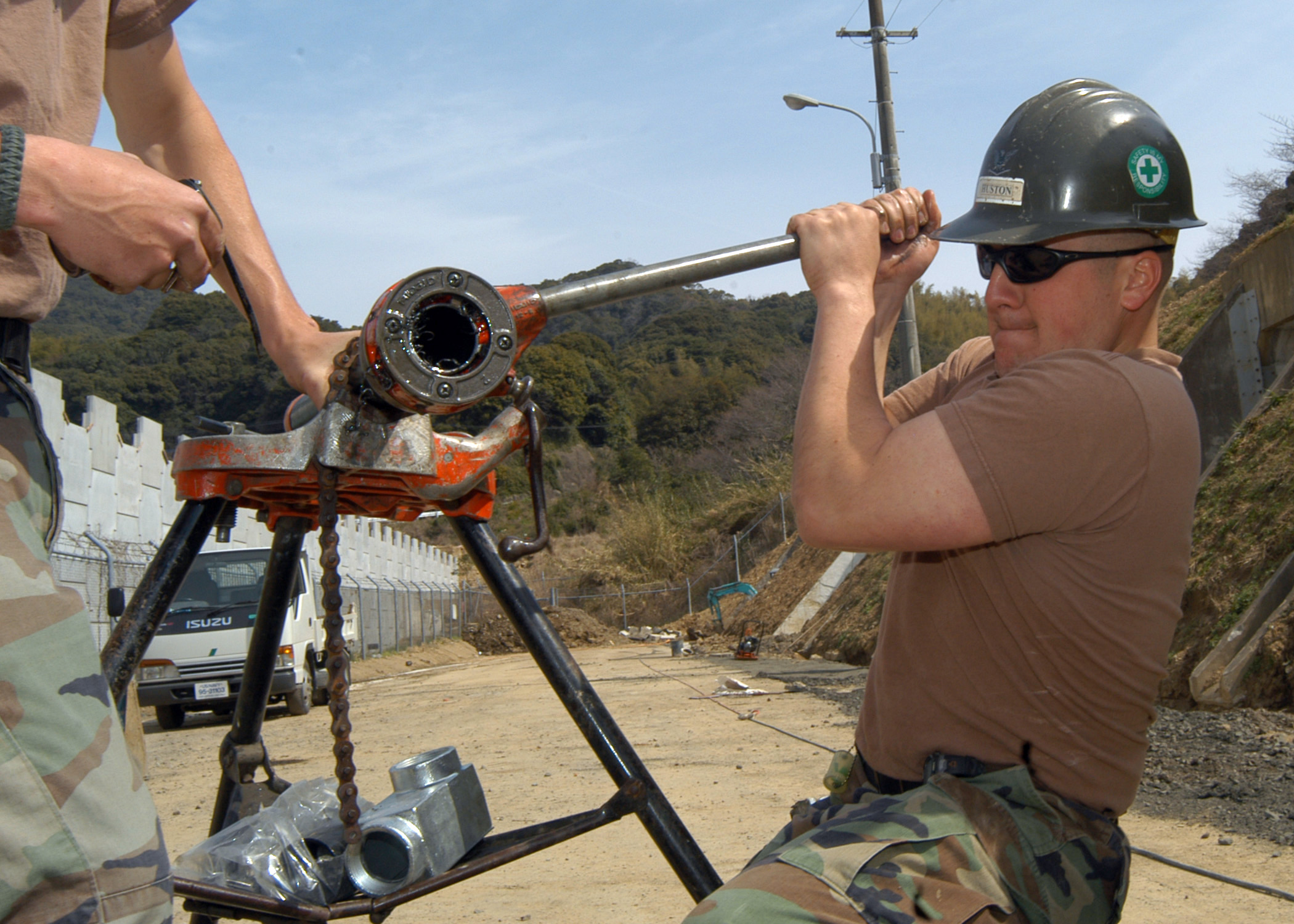
手動のねじ切り器による作業を行うアメリカ海軍シービー

パイプねじ切り器（パイプねじきりき）とは、水道、ガス、圧縮空気、油圧機構等の配管に使用される管（くだ、パイプ）用ねじのおねじを切る（切削する）手動工具である。オスタ形とリード形の2種類がある。

## 概要
パイプ用のおねじは、1/16のテーパねじになっている。オスタ形は、本体に4枚のチェーザ（刃物）凹部がカムプレート板の凸部に勘合されて1番から4番までを順番に取り付けられており、このカムプレート板の固定位置を変える事によって管のサイズに合ったねじを切る事が出来る。1組4枚のチェーザは、ねじの1ピッチを4等分して1/4ピッチずつずれて作られており、1から4の番号とねじの呼びが刻印されている。
管用ねじは、1インチ当たりの山数が、呼び1/8が28山、1/4.3/8が19山、1/2.3/4が14山、1インチ以上は11山となっている。
オスタ形パイプねじ切り器は、4種類の呼び番号があるが、一番よく使用されるのは1-1/4以下の6サイズのパイプと3種類のピッチのねじが切れる呼び102である。パイプのサイズ（ねじの呼び）が異なっていてもピッチが同じであるねじは、同じチェーザを使用する。刃の直径方向（管の径方向）の位置を、表示されているサイズ目盛りに合わせてチェーザを取りつける。
ねじ切り作業は、片手で本体を管端部に強く押しつけ、もう一方の手でラチェットハンドルを回してチェーザを管に喰い付かせる。この喰い付かせる作業が難しく、ある程度の熟練を必要とする。管に3山程度喰い付いて本体が安定したら、ハンドルを回してねじ切りを続ける。ねじ切りが出来た後、偏心ハンドルを徐々に操作すると、カムプレートが回転し凹凸で繋がっているチェーザは徐々に切り上がり（管の径方向に広がり）、ねじに段を付ける事無く管から外れる。急激に偏心ハンドルを操作すると、ねじに管方向の段を付ける事になり漏れの原因になるので注意が必要である。大きいサイズのねじ切りの場合、1回の切削量を減らして作業を楽にする方法として、チェーザのセット位置を2段階に分けて荒削りと仕上げねじ切りとする事もできる。
リード形は、オスタ形よりも全体が小型軽量に出来ている。刃物は2個で1組になっていて、1個の刃物に2刃付いている。1サイズ専用で刃に付いているねじ山数もオスタ形に比べて少なくなっているので、必要なねじ山を切るには深くまで刃を送る必要がある。ねじ切り後は、刃物を後退させる機能が付いていないので、本体をハンドルで逆転させて取り外す。
ドライブユニットが開発され、ねじ切り器を手動で回転させる重作業がなくなったが、その後管のねじ切り作業の切断・ねじ切り・面取りの一連の作業を動力で行うパイプマシン（パイプねじ切り機）が開発され普及するに伴って、ねじ切り器は使用されなくなっていった。配管の技能検定 での実技試験に使用されるぐらいとなった。軍の工兵隊では電力の確保できない場所での作業に備え、手動のねじ切り器を配備している。

## 主なメーカー
- レッキス工業 (REX)